# Неос-Козмос
Не́ос-Ко́змос (греч. Νέος Κόσμος — новый мир) — район Афин, находящийся рядом с историческим центром. Граничит с районами Афин Кукаки, Панграти и муниципалитетами Неа-Смирни и Дафни.
В древние времена на территории современного Неос-Козмос действовала одна из школ Киносарга.
Район обслуживают две станции Афинского метрополитена: «Неос-Козмос» и «Сингру-Фикс».

## Галерея

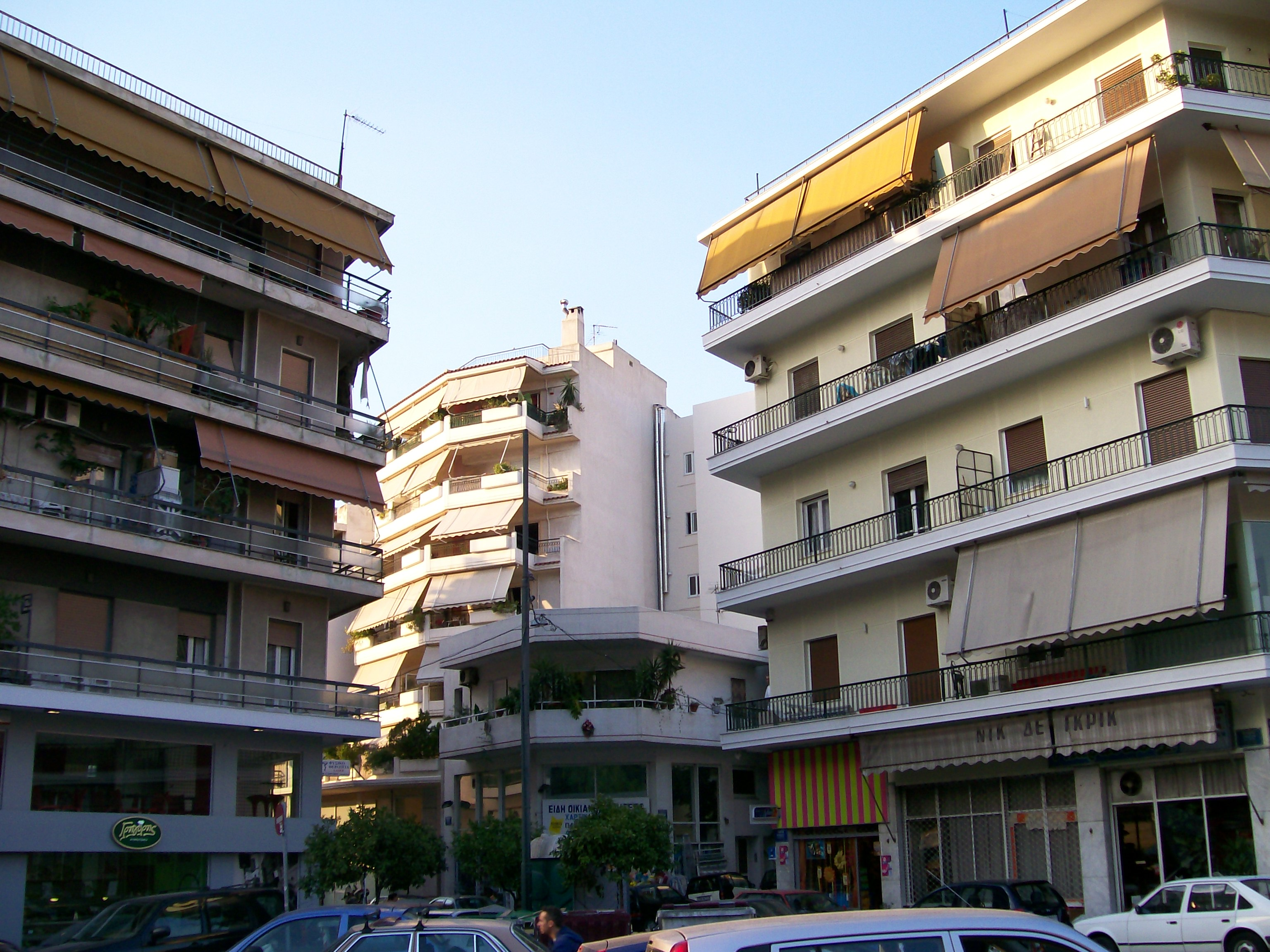
Типичные жилые дома в Неос-Козмос
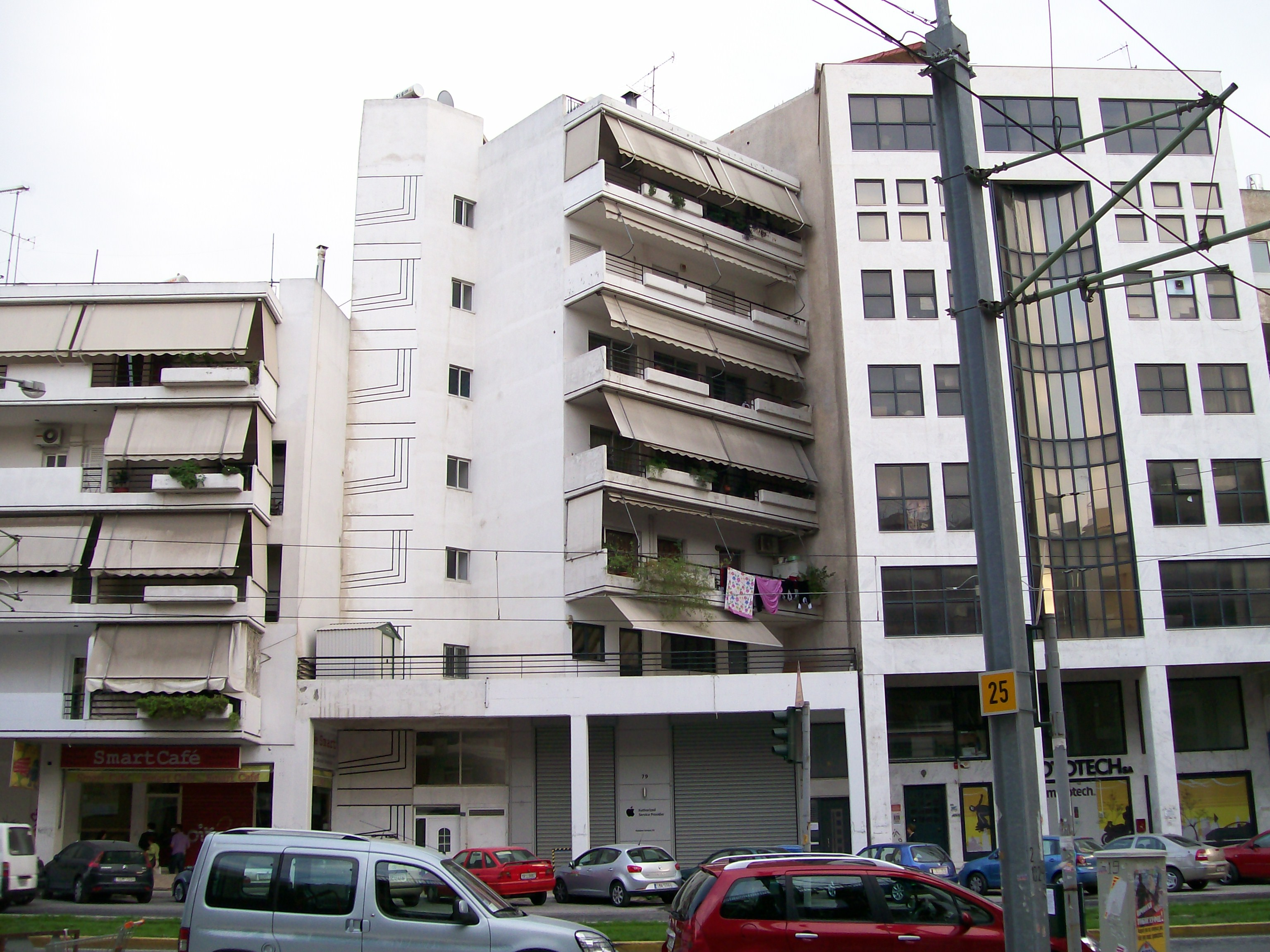
Одна из улиц района
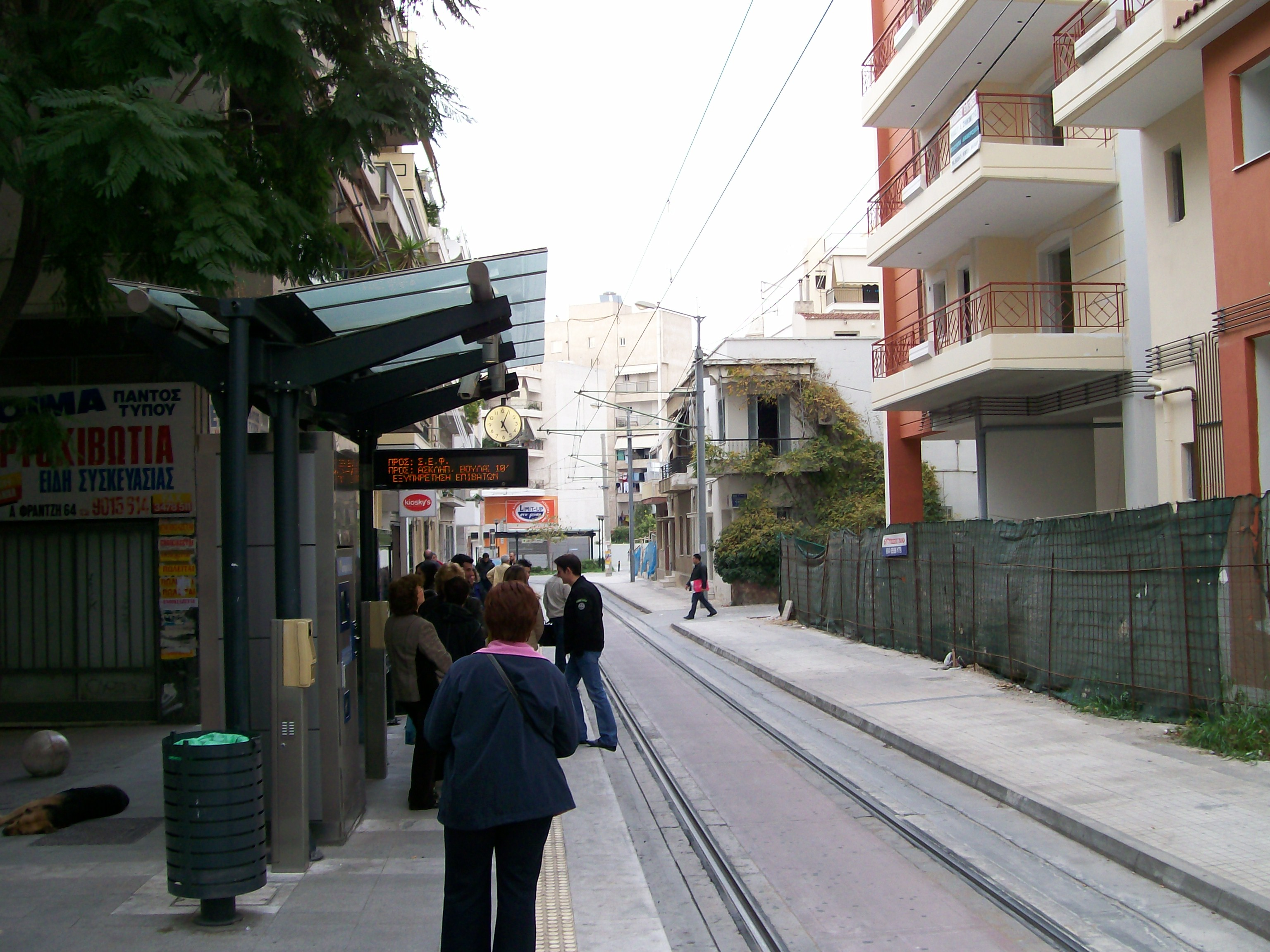
Трамвайная остановка